# 水素化ポジトロニウム
水素化ポジトロニウム（すいそかポジトロニウム、英: positronium hydride）は、エキゾチック原子であるポジトロニウムと水素からなる分子である。化学式は PsH。この分子は1951年に A Ore により存在すると予測され、理論的に研究されたが、1990年まで発見されなかった。
マドリードの R. Pareja と R. Gonzalez は、水素を多く含んだマグネシアの結晶でポジトロニウムをトラップした。このトラップはオークリッジ国立研究所の Yok Chen によって準備された。1992年には、デンマークのオーフス大学の David M. Schrader や F.M. Jacobsen などによる実験で、ポジトロニウムを生成することに成功した。彼らは、最も高い水素原子密度を持つメタンに強力な陽電子バーストを照射することで、水素化ポジトロニウムを合成した。照射した陽電子の速度が落ちると、陽電子は通常の電子に捕獲され、メタンの水素原子と反応してポジトロニウムが形成された。
PsH は1つの陽子、2つの電子、1つの陽電子からなる。結合エネルギーは 1.1±0.2 eV で、分子の寿命は0.5ナノ秒である。